# Friedrich Weinreb

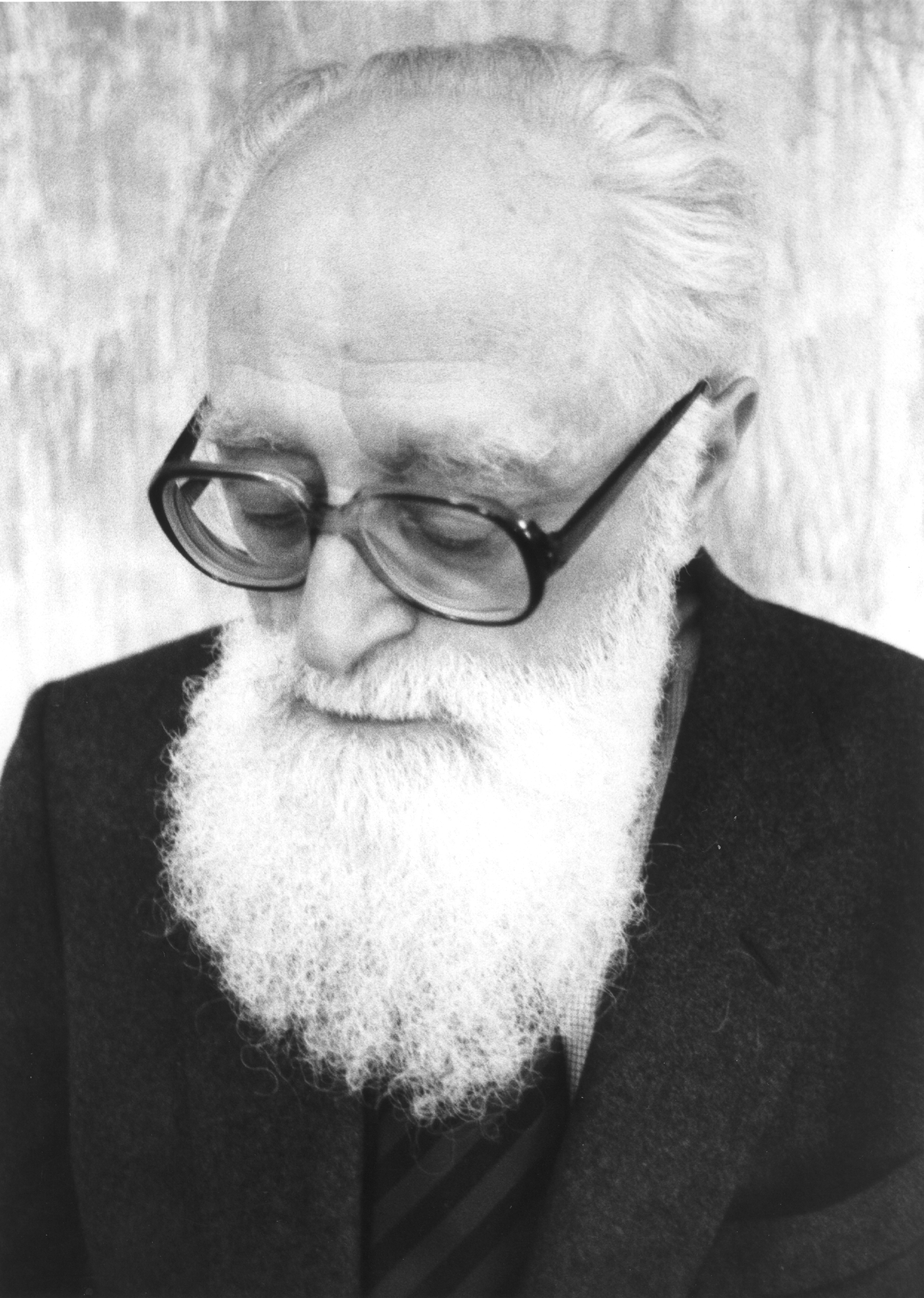
Friedrich Weinreb (undatiert, nach 1960)

Friedrich Weinreb (Efraim Fischl Jehoschua Weinreb, geboren am 18. November 1910 in Lemberg, Österreich-Ungarn; gestorben am 19. Oktober 1988 in Zürich) war ein jüdisch-chassidischer Erzähler und Schriftsteller. Zu Beginn der deutschen Besetzung der Niederlande 1940 gelang es ihm, von den deutschen und niederländischen Behörden die Erlaubnis zu erhalten, Listen anzulegen. Mithilfe seiner Listen über Juden („Weinreb-Listen“) gelang es ihm zwischen 1940 und 1945, den Transport von etwa 1500 niederländischen Juden hinauszuzögern und sie so vor der Ermordung in den deutschen Vernichtungslagern zu bewahren. Allerdings ist Weinrebs Rolle zwischen Widerstand und Kollaboration in den Niederlanden und Israel umstritten, da er auch Juden an die NS-Behörden verriet.

## Leben

### Herkunft und Ausbildung
Die Vorfahren Weinrebs waren traditionelle osteuropäische chassidische Juden. Seine Eltern David Herch Weinreb (geboren 1877 in Salischtschyky) und Hermine geb. Sternhell (geboren 1888 in Tschortkiw) waren jedoch modern-orthodox. Sie emigrierten nach Beginn des Ersten Weltkriegs mit ihren beiden Söhnen, dem 1910 geborenen Friedrich und dem 1913 geborenen Edmond, 1916/1917 über Wien in die Niederlande und ließen sich in Scheveningen nieder. David Herch Weinreb war Großhändler für Tabakwaren. 1927 nahmen die Weinrebs die niederländische Staatsangehörigkeit an.
Friedrich Weinreb (andere Namensformen: Fryderyk, Freek, Fischel) wuchs in Scheveningen auf. Als Gymnasiast beschäftigte er sich mit Nietzsche und Schopenhauer, aber auch mit dem osteuropäischen Judentum. Ab 1930 studierte er Volkswirtschaft an der Nederlandsche Handels-Hoogeschool in Rotterdam. Nach dem frühen Tod der Eltern fand er eine Anstellung am Nederlandsch Economisch Instituut, die ihm die Fortsetzung des Studiums in Abendkursen ermöglichte. Zu seinen Dozenten gehörte dabei Jan Tinbergen.

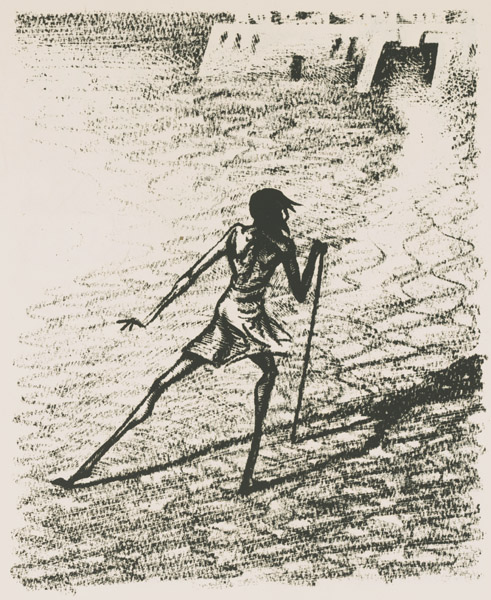
Lithografie zum Buch Jona von Uriel Birnbaum. Weinreb übernahm Birnbaums Jona-Zyklus 1970 als Illustration seines Werks Das Buch Jonah

Sein Interesse am Judentum, das er durch Reisen nach Osteuropa vertiefte, machte Weinreb mit Nathan Birnbaum bekannt, einer Führungspersönlichkeit der Agudat Israel. Er wurde kurzzeitig Birnbaums Sekretär. Mit dessen Sohn, dem Künstler Uriel Birnbaum, verband ihn eine enge Freundschaft. Friedrich Weinreb lernte durch Birnbaum die Antwerpenerin Esther Gutwirth kennen, die er 1936 heiratete. In dieser Lebensphase war Weinreb im ultra-orthodoxen europäischen Judentum gut vernetzt.
1938 promovierte Weinreb in Ökonomie mit einer Arbeit über Nachfragestatistik (De ontwikkeling van het bouwbedrijf in Nederland). Der Achtundzwanzigjährige erhielt einen Lehrstuhl für Ökonometrie.

### Leben unter deutscher Besatzung 1940 bis 1945

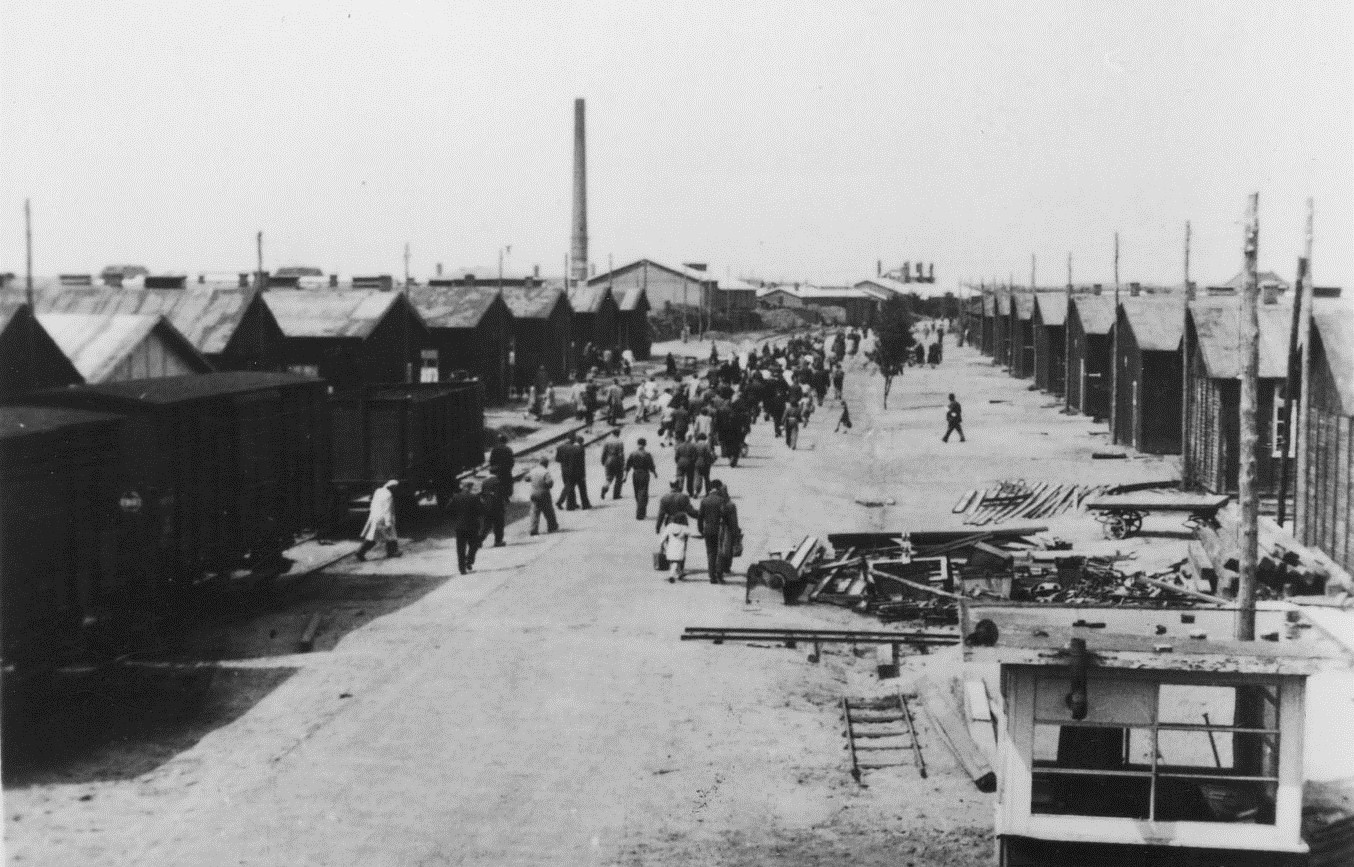
Lager Westerbork (um 1944)

Die  deutsche Besetzung der Niederlande unterbrach die akademische Karriere Weinrebs; seine Dissertation konnte schon nicht mehr gedruckt erscheinen. Er arbeitete zunächst weiter am Nederlandsch Economisch Instituut in Rotterdam, während er mit seiner Familie in Scheveningen wohnte. Im November 1941 musste ihn das Institut wegen seiner jüdischen Abstammung entlassen, ab 1942 hatte er eine sekundäre Position in einem der Büros des örtlichen Judenrates in Den Haag inne. Bereits ab Dezember 1941 hatte Weinreb unter seinen jüdischen Bekannten die Information gestreut, er sei von den Besatzern (nach späteren Angaben, von einem fiktiven Generalleutnant der Wehrmacht namens Herbert Joachim von Schumann) beauftragt, eine Liste von Juden zusammenzustellen, die bereit waren, dafür zu zahlen, dass sie für einen Gruppentransport mit dem Zug nach Vichy-Frankreich (später Portugal) vorgemerkt würden. Angeblich hatte er von Schumann bei einem Verkehrsunfall das Leben gerettet, und dieser hatte ihm aus Dankbarkeit angeboten, Juden, deren Namen Weinreb ihm nennen würde, aus der Haft zu entlassen bzw. ihre Ausreise zu ermöglichen. Die Interessenten mussten in Weinrebs Emigrationsbüro Passfotos abgeben, Formulare ausfüllen und medizinische Tests durchlaufen. Zunächst ließen sich vor allem Juden aus dem Raum Den Haag auf Weinrebs Liste setzen; nachdem im Sommer 1942 die Deportationen via Westerbork in die osteuropäischen Vernichtungslager begonnen hatten, meldeten sich Menschen aus dem ganzen Land bei Weinreb und bezahlten dafür, über seine Liste eine Chance auf Ausreise zu erhalten. Weinreb verlangte mit 100 Gulden einen relativ bescheidenen Betrag. Da aber 3000 bis 4000 Menschen ihren Namen auf die Liste setzen ließen, wurde diese für ihn zu einer guten Einnahmequelle. Weinreb nahm zusätzlich Geld an von Leuten, die glaubten, damit könne er für sie Vergünstigungen bei den deutschen Behörden erreichen.
In dieser Zeit hatte Weinreb auch Kontakte zum bewaffneten Widerstand in den Niederlanden und war bei Dokumentenfälschungen und Vermittlung von Verstecken behilflich. Am 11. September 1942 wurde er vom Sicherheitsdienst des Reichsführers SS (SD) in Scheveningen gefangen genommen und verhört. (Er gab später an, dass die kurz zuvor vom SD verhaftete Widerstandskämpferin Bep Turksma ihn verraten habe, doch diese konnte nach 1945 nachweisen, dass sie Weinreb gar nicht kannte.) Es gelang Weinreb, den SD-Sachbearbeiter Fritz Koch davon zu überzeugen, dass er mit seiner Liste nur Weisungen des Wehrmachtsoffiziers von Schumann in Berlin ausführte, der über die Mittelsmänner „von Rath“ und „Six“ mit ihm in Kontakt stehe. Der Haager SD deutete dies so, dass Wehrmachtsangehörige sich an jüdischem Vermögen persönlich bereichern wollten und außerdem in die Befugnisse des SD eingriffen; er beschloss daraufhin, Weinreb seine Liste weiterführen zu lassen, um diesen Korruptionsfall in der Wehrmacht aufzudecken. Im Oktober kam Weinreb frei und dehnte seine Aktivitäten erheblich aus, indem er behauptete, Plätze nicht in einem, sondern in drei Zügen vergeben zu können. Als Abreisedatum gab er den 24. Dezember 1942 an, erschien aber im Gegensatz zu den Getäuschten selbst nicht am Bahnhof. Später erklärte er, es könnten keine Züge mehr fahren, da Südfrankreich bereits von der Wehrmacht besetzt sei. Seine Einnahmen aus der Liste verschenkte Weinreb in dieser Phase teilweise an notleidende Juden und half ihnen unterzutauchen. Da der SD den Druck auf Weinreb erhöhte, entschied sich dieser, die Kontaktperson „Six“ zu präsentieren. Er fand einen ehemaligen Sträfling namens Kotte, der für 10.000 Gulden bereit war, diese Rolle zu spielen und den er entsprechend instruierte. Aber gleich beim ersten Treffen erkannte der SD die Täuschung und verhaftete Weinreb am 19. Januar 1943. Die Weinreb-Liste schützte zwischenzeitlich im Durchgangslager Westerbork die darauf eingetragenen Personen vor dem Transport in die Vernichtungslager. Aber ab Anfang Januar 1943 war die Liste für die Deportationen ohne Belang.
Weinrebs Familie war ab Januar 1943 in Westerbork interniert; sein ältester Sohn David starb am 27. April an einer der dort grassierenden Kinderkrankheiten.

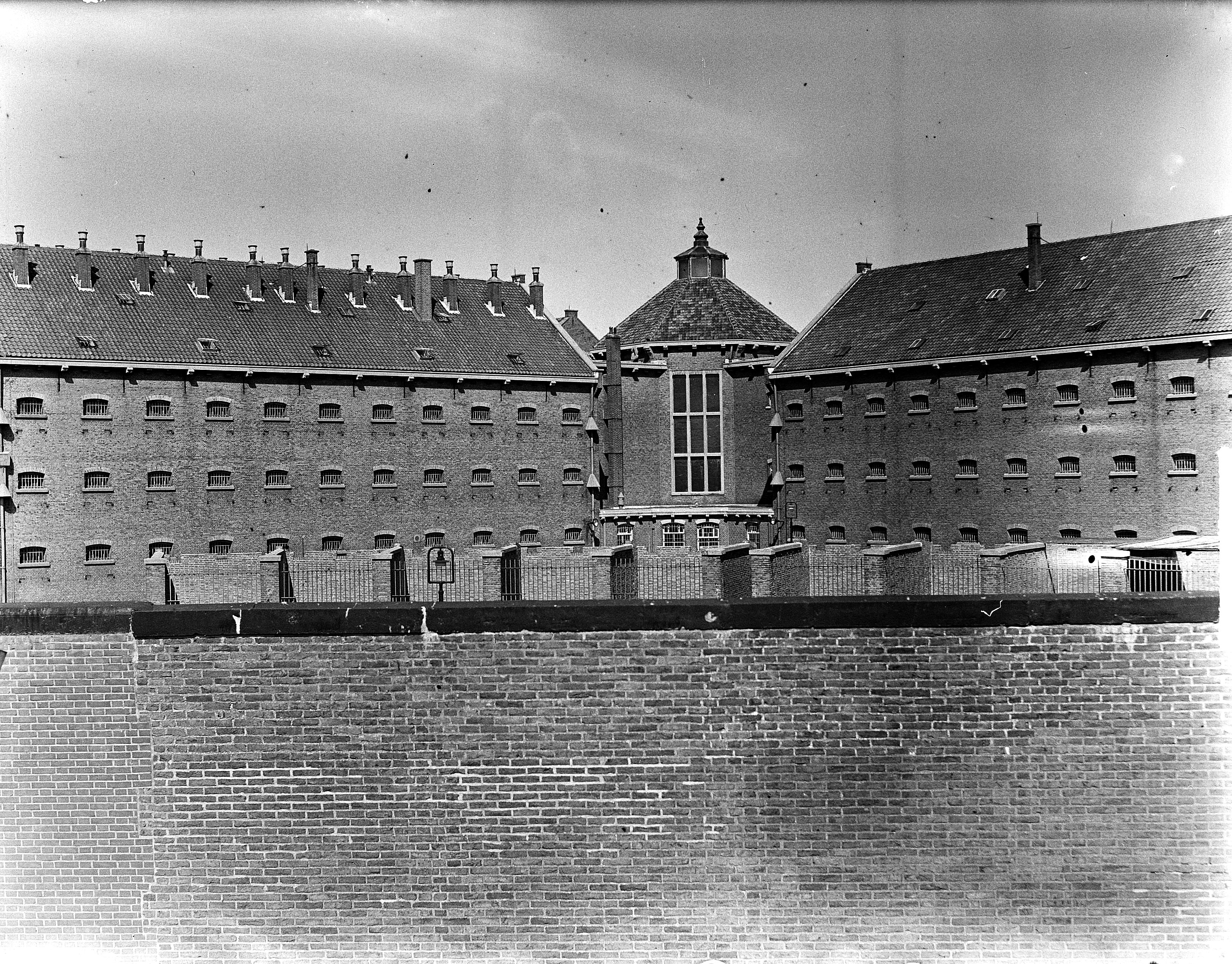
Strafgefängnis Oranjehotel Scheveningen (1950)

Weinreb selbst wurde bei den verschärften Verhören im berüchtigten Oranjehotel von Scheveningen vom SD gezwungen, Mitgefangene auszuhorchen, was für mehrere von ihnen den Tod zur Folge hatte. „Sicher ist, dass kurz nach Weinrebs zweiter Gefangennahme viele Mitglieder des Widerstands und Juden, die mit ihm in Kontakt gestanden hatten, festgenommen wurden.“ Aber das heißt nicht, dass Weinreb all diese Personen verraten hatte; es reichte, wenn er unter Zwang einzelne verriet und dadurch eine Kettenreaktion in Gang setzte. Am 13. Mai 1943 brachte man Weinreb, schwer misshandelt und völlig erschöpft, als Strafgefangenen nach Westerbork; die Deportation ins Vernichtungslager Auschwitz stand ihm bevor. Doch der SD-Mitarbeiter A. Bolland hatte den Plan, Weinreb und seine Liste zu nutzen, um noch in Freiheit befindliche Juden und deren Vermögen aufzuspüren. Am 28. Juni 1943 brachte man Weinreb zurück ins Gefängnis von Scheveningen. Dort kam er zunächst zeitweilig frei, um auf Reisen Interessenten für eine neue Liste zu werben. Im September 1943 kam er endgültig frei, und seine Familie kehrte aus dem Lager Westerbork zu ihm zurück. Weinrebs neue Liste erhielt in Westerbork Ende November 1943 wieder insofern offiziellen Status, als die darauf Eingetragenen zunächst nicht in die Vernichtungslager deportiert wurden. So entstand der Eindruck, dass die Weinreb-Liste Schutz bot. Die Verhaftungen, die durch Weinrebs zweite Liste ermöglicht wurden, erfüllten die Erwartungen des SD nicht, und anderen deutschen Behörden waren die damit verbundenen Ausnahmeregeln in Westerbork lästig. Nachdem die Liste Anfang Februar 1944 kassiert worden war, gelang es Weinreb, mit seiner Familie in der Provinz Gelderland unterzutauchen. Rund 900 Personen, meist Internierte im Lager Westerbork, hatten sich auf Weinrebs zweite Liste setzen lassen in der Hoffnung, mit dem Zug nach Portugal ausreisen zu können. Sie wurden nun ins Vernichtungslager Auschwitz transportiert und fast alle dort ermordet.

### Kontroverse ab 1945, Prozesse, Haft
Aufgrund von Anzeigen aus der jüdischen Gemeinde wurde Weinreb am 3. Juni 1945 vom Politieke Opsporingsdienst verhaftet. Er bestritt jede Schuld und war davon überzeugt, zahlreiche Menschenleben gerettet zu haben. Am 27. November 1947 verurteilte ihn der Sondergerichtshof in Den Haag wegen nachgewiesenem Landesverrat und Spionage zu 3½ Jahren Gefängnisstrafe. Der Bijzondere Raad van Cassatie erhöhte das Strafmaß auf sechs Jahre. Die Untersuchungshaft wurde auf die Haftzeit angerechnet. Weinreb studierte während seiner Haft die Kabbala und gab seine Kenntnisse an interessierte Mithäftlinge weiter. Anlässlich des Thronjubiläums von Königin Wilhelmina wurde er teilweise begnadigt und am 11. Dezember 1948 auf Bewährung entlassen. Er sammelte neben seiner Berufstätigkeit Anhänger seiner spirituellen Lehre.
Mit einer Empfehlung seines früheren Vorgesetzten Jan Tinbergen erhielt Weinreb 1952 einen Lehrstuhl für Ökonometrie und Statistik an der Universität Jakarta. Der Historikerin Regina Grüter zufolge berichtete Weinreb dem niederländischen Außenministerium, er werde von der Regierung Sukarno unter Druck gesetzt, belastende Informationen über prominente, in Indonesien lebende Niederländer zu sammeln, was aufgrund der Spannungen zwischen beiden Ländern plausibel klang. Das Außenministerium holte Weinreb 1956 in die Niederlande zurück, um Verhaftungen zu vermeiden, und zahlte ihm 1956/1957 mindestens 65.000 Gulden als Abfindung. Zwar wurde im Außenministerium vermutet, dass Weinrebs Bericht unzutreffend sei, aber man wollte kein Risiko eingehen.
1958 wurde Weinreb wegen ärztlicher Tätigkeit ohne entsprechende Zulassung zu einer Geldstrafe verurteilt. Bis 1961 war er Dekan der Fakultät für Wirtschaftswissenschaften und zeitweilig Rektor an der 1956 gegründeten Technischen Universität des Nahen Ostens in Ankara. Die Lehrtätigkeit dort endete wie die in Jakarta auch deshalb vorzeitig, weil Weinreb Vorwürfe sexuellen Fehlverhaltens gemacht wurden. 1961 nahm er kurzzeitig eine wirtschaftswissenschaftliche Beratertätigkeit bei den Vereinten Nationen in Genf wahr. Danach war er als Berater für Verolme Dok en Scheepsbouw Maatschappij und den Versicherer Providentia tätig.
Am 18. April 1968 wurde er erneut, diesmal in Rotterdam, zu vier Monaten Gefängnis und drei Jahren Haft auf Bewährung verurteilt, da er 1966 in Vlaardingen wieder als Gynäkologe ohne entsprechende Zulassung praktiziert hatte, wobei er sexuelle Übergriffe gegenüber zwei seiner Anhängerinnen verübte („Vlaardinger Sexualstrafverfahren“, Vlaardingse zedenzaak). Er entzog sich der Haft, indem er zunächst zu seinem Sohn nach Antwerpen zog und schließlich in die Schweiz übersiedelte.

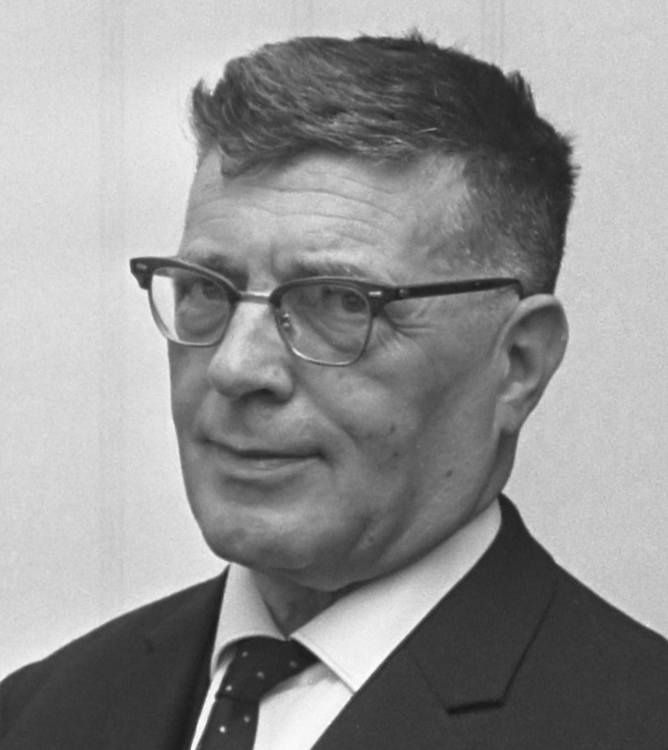
Jacques Presser (1967)

1965 erschien unter dem Titel Ondergang  eine Studie über den Genozid an den niederländischen Juden, die der Historiker Jacques Presser im Auftrag der niederländischen Regierung erstellt hatte. Sie brachte eine Rehabilitation Weinrebs, verbunden mit scharfer Kritik an dem Prozess gegen ihn, den Presser in Parallele zum Dreyfus-Prozess sah: „Der Jude Weinreb ist zum Sündenbock geworden und hat für die Unzulänglichkeit zahlloser Nichtjuden gebüßt. Er musste gefehlt haben, auch deshalb gefehlt, weil sie ja gefehlt hatten. Nicht nur sie hatten ihre Pflicht nicht erfüllt, er auch. Gab es keine jüdischen Verräter, musste man sie erfinden. Die paar, die man nach dem Krieg zur Rechenschaft zog, waren zu wenig. Hier war nun einer mit dem nötigen Format.“ Aus Pressers Sicht hatte Weinreb mit seiner Liste zwar letztlich nicht viel erreicht, aber doch versucht, die Bürokratie des Holocaust durch Sabotage zu behindern. Ondergang wurde in den Niederlanden stark rezipiert, und damit kam der Fall Weinreb, um den es zuletzt still geworden war, neu ins öffentliche Bewusstsein. Renate Rubinstein nahm Rücksprache mit Presser, kontaktierte Weinreb 1966 in der Schweiz und motivierte ihn dazu, seine Autobiografie, an der er bereits schrieb, zu veröffentlichen.

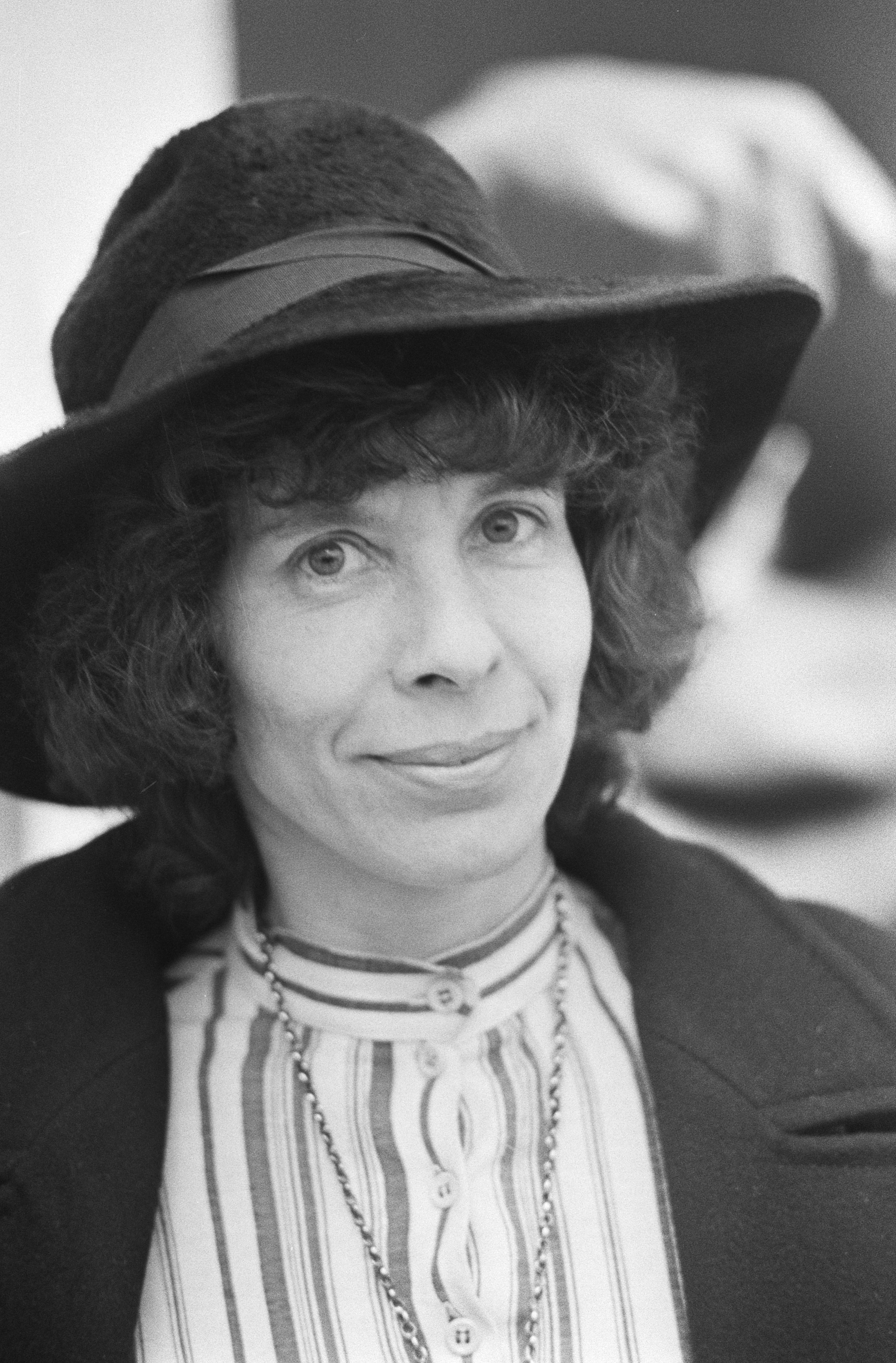
Renate Rubinstein (1971)

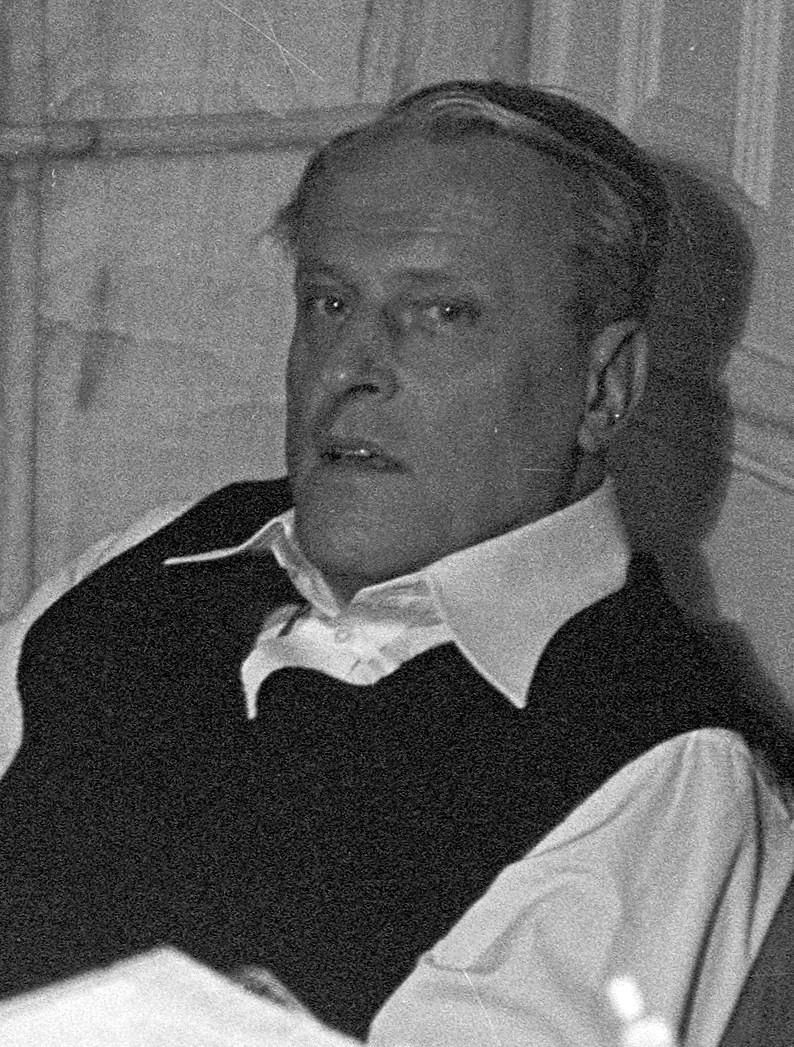
W. F. Hermans (1977)

1969 erschien Weinrebs dreibändige, von Rubinstein redigierte Autobiografie unter dem Titel „Kollaboration und Widerstand. Ein Versuch zur Entmythologisierung“ (Collaboratie en Verzet. Een poging tot ontmythologisering). Damit knüpfte er an die zeitgenössische linke Gesellschaftskritik an. Weder die niederländische Bevölkerung noch das Establishment noch der bewaffnete Widerstand hatten demnach unter deutscher Besatzung ein besonders gutes Bild abgegeben; der listige, gewaltlose Widerstand eines Einzelnen erschien als beispielhaft. Eingangs erklärte er, er schreibe alles aus seiner Erinnerung nieder. Zwar habe er umfangreiche Aufzeichnungen, aber diese habe er für seine Autobiografie kaum gebraucht. Er wolle alles so schreiben, als würde er es jetzt neu durchleben. Prominente Kritiker Weinrebs waren Abel Jacob Herzberg und Willem Frederik Hermans, die sich mit Rubinstein und anderen Unterstützern Weinrebs über Jahre hinweg in der Presse polemische Auseinandersetzungen lieferten. Ein Aspekt dabei war, dass der Fall Weinreb in die literarische Fehde zwischen Harry Mulisch und Hermans hineingezogen wurde: Mulisch wollte Weinreb für einen Literaturpreis vorschlagen, und Hermans versuchte, den von ihm so wahrgenommenen Kult um Weinreb zu unterminieren und Weinreb persönlich zu diskreditieren.
1972 lernte Friedrich Weinreb Marian von Castelberg-Meyer kennen, mit der ihn dann eine lebenslange Freundschaft verband. Sie förderte seine Vortragstätigkeit finanziell und begleitete ihn auch zu Vortragsreisen. Mit ihrer Unterstützung bezog Weinreb im Zürcher Brunnenhof ein Arbeitszimmer mit Bibliothek; im Brunnenhof fanden fortan jährliche Seminare statt, die von einem internationalen Publikum besucht wurden. Ab 1973 lebte Weinreb ganz in Zürich und widmete sich ausschließlich der erzählerischen Vermittlung der chassidischen und kabbalistischen Tradition. Er betätigte sich nicht weiter als Ökonomieprofessor und wurde „jener Mystiker, der mit immer neuen Büchern, Vorträgen und Seminaren … zunehmend Hörer gewann …, nicht zuletzt weil er sich auch zu den Evangelien äusserte, mehrheitlich in christlichen Kreisen – in denen die Kontroverse um seine Person eher ausgeblendet wurde…“
1977 erschien ein Bericht des Rijksinstituut voor Oorlogsdocumentatie („Reichsinstitut für Kriegsdokumentation“), eines in den Niederlanden angesehenen staatlichen Instituts für die Geschichte des Landes im Zweiten Weltkrieg. Es war vom Justizministerium beauftragt worden, zu überprüfen, ob die Verurteilung Weinrebs 1947 im Licht mittlerweile bekannter Quellen zu Unrecht erfolgt sei und er rehabilitiert werden sollte. D. Giltay Veth und A. J. van der Leeuw kamen nach Auswertung der Dokumente und rund 600 Zeugenbefragungen zu dem Schluss, Friedrich Weinreb sei in allen Punkten schuldig. Hatte das Gericht ihm 1947 zugestanden, er habe mit seiner Liste anfangs gute Absichten gehabt, so wurde das nun bestritten. Der Bericht kritisierte die unkorrekte Prozessführung durch den Advocaat-fiscaal (etwa: Amtsanwalt) de Gruyter, die dazu beitrug, dass der Angeklagte Weinreb sich immer tiefer in Widersprüche verstrickte. Insofern konnten sich die Kritiker des Weinreb-Prozesses bestätigt sehen. Gegen Weinreb sprach aus Sicht von Giltay Veth und van der Leeuw aber, dass seine erste Liste ihm einen erheblichen Gewinn gebracht habe (etwa 4.000.000 Gulden nach dem Geldwert von 1977). Er habe außerdem mit dem SD viel intensiver zusammengearbeitet, als er dies gezwungenermaßen tun musste. Weinreb habe durch seine Listen und anderweitig geleistete Hilfe einige Dutzend Menschen gerettet. Das sei aber meist eine Folge von Zufällen gewesen. Dem ständen mindestens 118 Menschen gegenüber, die der SD infolge von Verhören Weinrebs oder aufgrund seiner Listenführung verhaftete, was in vielen Fällen den Tod bedeutet habe. Ivo Schöffer kritisiert dieses Gegeneinander-Aufrechnen von Geretteten und Verratenen: Manche Personen, die durch Weinrebs Liste einen vorläufigen Aufschub der Deportation erhielten, nutzten diesen, um unterzutauchen. Andererseits gab es Menschen, die sich durch die Weinreb-Liste in Sicherheit wiegten und andere Möglichkeiten der Rettung ungenutzt ließen. Als Grundproblem sieht Schöffer, dass Weinreb Ratsuchenden eine widersprüchliche Auskunft erteilte: Er riet in Gesprächen dazu, unterzutauchen, bot aber mit seiner Liste eine vermeintliche Alternative hierzu an. Hätte der Krieg eher geendet, worauf 1943 viele hofften, so wäre der Nutzen der Weinreb-Liste größer gewesen. Die Zweite Kammer der Generalstaaten erklärte den Fall Weinreb am 21. März 1981 für abgeschlossen.

## Werk

### Exegese
Weinreb beschäftigte sich vor allem mit der Bibelauslegung. In seinem Hauptwerk Schöpfung im Wort – Die Struktur der Bibel in jüdischer Überlieferung geht es ihm um den überzeitlichen „Sinn“ der hebräischen Bibel als Urkunde des Seins überhaupt, jenseits aller historisch beweisbaren Tatsachen. Wesentlich für jede biblische Lektüre sei die direkte Mittlerschaft des Wortes zwischen Gott und dem Hörer des Textes. Voraussetzung für ein tieferes Verständnis der Bibel sei dabei die Anerkennung des Bibelhebräischen als wesentlicher Mitteilung grundlegender überzeitlicher Wahrheit. Weinreb nutzte vor allem kabbalistische Überlieferungen, die einen Zusammenhang zwischen Wort und Zahl aufzeigen.
Auf dieser biblischen Grundlage entstanden weitere Vorträge und Texte Weinrebs zu verschiedenen Themen aus der jüdischen Tradition (z. B. Feste, Kalender, Astrologie). Fragen des jüdisch-christlichen Verhältnisses behandelte Weinreb in eigenen Auslegungen des Neuen Testaments. Daneben beschäftigte er sich aus seiner spirituellen Sicht auch mit psychologischen, soziologischen und medizinischen Fragestellungen.

### Interreligiöser Dialog
Weinreb war sehr am interreligiösen Dialog interessiert. Das führte ihn jedoch nie zu einer Relativierung seiner eigenen jüdischen Herkunft. Vielmehr zeigt sich nach Weinreb die Zusammengehörigkeit aller Religionen gerade da, wo man der eigenen religiösen Tradition intensiv bis auf den letzten Grund nachgeht. Weinreb wurde vor allem im Christentum, jedoch kaum im Judentum rezipiert. Chassidische Juden oder andere Anhänger der Kabbala erfuhren schon wegen der Sprachbarriere zum Deutschen oder Niederländischen nichts von Weinrebs Werk. Zudem war die Unabhängigkeit des kabbalistischen Mystikers wesentlich für Weinrebs Selbstverständnis, was die Kommunikation mit dem organisierten Judentum grundsätzlich erschwerte.
In seinem Buch „Innenwelt des Wortes im Neuen Testament“ (erschienen in seinem Todesjahr 1988) erklärte Weinreb, dass die Botschaft von Jesus Christus der jüdischen Erwartung des Messias vollkommen entspreche: „Die Geschichten im Neuen Testament erzählen genau das, was man vom Wunder des Messias erwartet“; und: „Jesus, der Messias, der Christus ist entscheidend für die ganze Bibel. Und wenn die Bibel unser Sein ist, das Sein der ganzen Welt, ist er von dorther für alles entscheidend. Auch die Juden glauben fest, als einzige Gewissheit, an den Messias. (…) Der Christus, der Messias ist Ziel, Hoffnung, Gewissheit für jedes Leben, ist Basis der Schöpfung.“
Dabei wandte sich Weinreb gegen ein Verständnis, das die biblische Darstellung in einem historisch-linearen Sinn deutet. Ein Beispiel für Weinrebs Umgang mit dem Bibeltext ist seine Interpretation der Figur des Judas Iskariot. Er deutete dessen Beinamen als „Mann der Risse“ (Iskariot = „Mann von Krioth“; zu hebräisch קרע qara‘ „zerreißen, abreißen“). Dieser Beiname kennzeichne sein Wesen. Er verstehe nicht den geistigen Sinn des göttlichen Wortes und erliege einer falschen Trennung von Innen und Außen, Geist und Leib: „Damit hat er (Judas) ihn (Jesus) der Welt der Zeitlichkeit ausgeliefert, aus ihm eine historische Person gemacht. Er hat nicht verstanden, dass Jesus eine Gestalt der Ewigkeit ist, wo immer er jetzt auch hingeht, und deshalb hier erscheint und wiederkommt.“ Ebenso hätten „die Christen den Gesalbten auf einmal zu einer historischen Gestalt gemacht …, wie der Mensch Vergangenheit wahrnimmt“. Für das jüdische Schriftverständnis gelte aber der hermeneutische Grundsatz: „‚In der Bibel gibt es kein Vorher und Nachher.‘ Auch wenn die Auferstehung am Ende erzählt wird, sie gilt genauso für Adam, für Noah. Und dann ist auch das Räumliche nicht, wie irdisch manchmal, weit auseinander.“

## Rezeptionsgeschichte
1980 gründete Marian von Castelberg-Meyer die Friedrich-Weinreb-Stiftung, die den Nachlass Weinrebs verwaltet und dessen Verbreitung fördert. Sie gab zuletzt 2010 aus Weinrebs Nachlass Das Opfer in der Bibel. Näherkommen zu Gott heraus. Das Buch geht auf frei gehaltene Vorträge Weinrebs aus den Jahren 1965–66 zurück und befasst sich mit der Tiefendimension des Buchs Levitikus.
Klaus W. Hälbig, Stiftungsrat der Friedrich-Weinreb-Stiftung, meint, Weinrebs Bibelinterpretation, die ihre Wurzeln in der kabbalistischen Tradition hat, stimme mit der altkirchlichen Exegese der Kirchenväter und Kirchenschriftsteller überein. „Es stellt freilich viele Grundannahmen der heutigen historisch-kritischen Exegese radikal in Frage. Dies zu akzeptieren und Weinreb zu rezipieren, würde für die wissenschaftliche Schriftauslegung einen vollkommenen Paradigmenwechsel bedeuten. Insofern sich aber gegenwärtig ein solcher Wechsel in der Hinkehr zur kanonischen Schriftauslegung abzeichnet, gewinnt Weinrebs Bibelauslegung zweifellos neu an Bedeutung.“
Friedrich Weinreb war 1985 bei der Gründung des „Instituts für Psychosymbolik“ in München als Ehrenmitglied anwesend und hielt einen Vortrag mit dem Titel: Über Zeichen und Symbole. Die Psychotherapeutin und Autorin Johanna J. Danis, Präsidentin des Instituts für Psychosymbolik, leitete eine Studiengruppe, die sich intensiv mit Weinrebs Werk befasste.
Die Historikerin Regina Grüter promovierte 1997 mit einer Arbeit über Weinreb, die unter dem Titel „Ein Phantast schreibt Geschichte. Die Affären um Friedrich Weinreb“ (Een fantast schrijft geschiedenis: De affaires rond Friedrich Weinreb) gedruckt wurde. Grüter analysierte insbesondere Weinrebs Autobiografie und kam zu dem Schluss, Weinreb sei in seinen verschiedenen Lebensphasen als Betrüger und Hochstapler aufgefallen.
Der Literaturwissenschaftler René Marres sieht Weinreb dagegen als Widerstandskämpfer und bedeutenden Schriftsteller. J. H. (Sjef) Laenen, ein Literaturwissenschaftler, der mehrere Werke über jüdische Mystik verfasst hat, würdigt Weinrebs Verdienste um die Vermittlung jüdisch-mystischer Traditionen. Laenen war Dozent der 2008 gegründeten Stiftung Quintessentia, die sich der Verbreitung des Gedankenguts von Friedrich Weinreb in den Niederlanden widmet.
Der leitende Historiker von Yad Vashem, Dan Michman, sieht Weinrebs Rolle während der deutschen Besatzung der Niederlande kritisch. Aufgrund von Michmans Recherchen wird Weinreb sowohl in der Encyclopedia of the Holocaust als auch in dem von Yad Vashem initiierten Gedenkbuch der jüdischen Gemeinden in den Niederlanden als Betrüger dargestellt.

## Veröffentlichungen (Auswahl)
Das Schriftenverzeichnis Weinrebs umfasst mehr als 50 Titel.

### Hauptwerke
- Der göttliche Bauplan der Welt. Der Sinn der Bibel nach der ältesten jüdischen Überlieferung. Origo, Zürich 1966.
  - ungekürzte Neuausgabe: Schöpfung im Wort. Die Struktur der Bibel in jüdischer Überlieferung. Thauros, Weiler im Allgäu 1994.
- Die Rolle Esther. Das Buch Esther nach der ältesten jüdischen Überlieferung. Origo, Zürich 1968.
- Das Buch Jonah (Jona). Der Sinn des Buches Jonah nach der ältesten jüdischen Überlieferung. Origo, Zürich 1970.
- Die jüdischen Wurzeln des Matthäus-Evangeliums. Origo, Zürich 1972.
- Leben im Diesseits und Jenseits. Ein uraltes vergessenes Menschenbild. Origo, Zürich 1974.
- Wunder der Zeichen – Wunder der Sprache. Vom Sinn und Geheimnis der Buchstaben. Origo, Bern 1979.
- Legende von den beiden Bäumen. Alternatives Modell einer Autobiographie. Origo, Bern 1981.
- Traumleben. Überlieferte Traumdeutung. Vier Bände, Thauros, München 1981.
- Die Astrologie in der jüdischen Mystik. Thauros, München 1982.
- Der biblische Kalender. Mit einer chassidischen Geschichte für jeden Tag des Jahres. Vier Bände, Thauros, Weiler 1984ff.
- Das jüdische Passahmahl und was dabei von der Erlösung erzählt wird. Thauros, Weiler 1985.
- Innenwelt des Wortes im Neuen Testament. Eine Deutung aus den Quellen des Judentums. Thauros, Weiler 1988.
- Das Buch von Zeit und Ewigkeit. Der jüdische Kalender und seine Feste. Thauros, Weiler 1991.
- Das Markus-Evangelium. Der Erlöser als Gestalt des religiösen Weges. Zwei Bände, Thauros, Weiler 1999.
- Die Freuden Hiobs. Eine Deutung des Buches Hiob nach jüdischer Überlieferung. Friedrich Weinreb Stiftung, Weiler 2006.
- Das Opfer in der Bibel. Näherkommen zu Gott. Weinreb-Stiftung, Zürich 2011, ISBN 978-3-905783-66-7.

### Autobiografische Werke
- Begegnungen mit Engeln und Menschen. Mysterium des Tuns. Autobiographische Aufzeichnungen 1910–1936. Origo, Zürich 1974.
- Der Krieg der Römerin. Erinnerungen 1935–1943. Zwei Bände, Thauros, München 1982.
- Das Wunder vom Ende der Kriege. Erlebnisse im letzten Krieg. Thauros, Weiler 1985.
- Die Haft. Geburt einer neuen Welt. Erinnerungen 1945 bis 1948. Ebenda 1988.
- Die langen Schatten des Krieges. Drei Bände: Im Land der Blinden / Klug wie die Schlange, sanft wie die Taube / Endspiel. Ebenda 1989.
- Meine Revolution. Erinnerungen 1948–1987. Ebenda 1990.

### Vorträge
Viele Kurse und Vorträge Weinrebs sind als Tondokumente verfügbar. Einen Überblick dazu bieten:
- Weinreb hören und sehen. Autobiographische Notizen zu Vorträgen und Veröffentlichungen 1928 bis 1980. Eine Festgabe für Friedrich Weinreb zum 70. Geburtstag mit einem vollständigen Verzeichnis seiner in deutscher und holländischer Sprache gehaltenen Vorträge zur jüdischen Überlieferung und einer Bibliographie. Thauros, München 1980.
- Die bewahrte Stimme. Über Hören und Sprechen in der mündlichen Überlieferung. Mit Inhaltsangaben und vollständigem Verzeichnis der Tonkassetten der ISIOM Weinreb Tonarchiv 1971–1982. Thauros, München 1983.

### Zur Biografie
- Ian Buruma: The collaborators, New York : Penguin Press, 2022, ISBN 978-0-593-29664-6
- D. Giltay Veth, A.J. van der Leeuw: Rapport door het Rijksinstituut voor Oorlogsdocumentatie uitgebracht aan de Minister van Justitie inzake de activiteiten van drs. F. Weinreb gedurende de jaren 1940–1945, in het licht van nadere gegevens bezien, 2 Bände. Staatsuitgeverij, Den Haag 1976 (niederländisch), ISBN 90-12-01068-3.
- Regina Grüter: Een fantast schrijft geschiedenis. De affaires rond Friedrich Weinreb. Amsterdam 1997 (niederländisch), ISBN 90-5018-379-4.
- René Marres: Frederik Weinreb. Verzetsman en groot schrijver. Soesterberg 2002 (niederländisch), ISBN 90-5911-080-3.
- Ivo Schöffer: Weinreb, een affaire van lange duur. In: Tijdschrift voor Geschiedenis 95/2 (1982), S. 196–224. (niederländisch, Online)
- Rainer Zimmer-Winkel: Weinreb, Friedrich. In: Biographisch-Bibliographisches Kirchenlexikon (BBKL). Band 39, Bautz, Nordhausen 2018, ISBN 978-3-95948-350-6, Sp. 1472–1478.
- Klaus Hälbig: Weinreb, Friedrich. In: Neue Deutsche Biographie (NDB). Band 27, Duncker & Humblot, Berlin 2020, ISBN 978-3-428-11208-1, S. 648 f. (Digitalisat).

### Zum Werk
- Eugen Baer: Ewiges Leben im Wort. Eine Einführung in Leben und Werk von Friedrich Weinreb. Zürich 2010, ISBN 978-3-905783-67-4.
- Klaus W. Hälbig: Das Wunder des Wortes. Friedrich Weinreb (1910–1988), Mystiker und Thora-Gelehrter. In: Geist und Leben, Jg. 84 (2011), S. 148–170 (Online).
- Klaus W. Hälbig: Der Baum des Lebens. Kreuz und Thora in mystischer Deutung. Würzburg 2011, ISBN 978-3-429-03395-8 (Grundlage ist die Deutung Weinrebs von den zwei Bäumen im Paradies).
- Israel Koren: Friedrich Weinrebs Deutung der zwei Schöpfungsgeschichten im Buch Genesis. Thauros, Weiler 2001, ISBN 3-88411-056-X.
- J.H. Laenen: Frederik Weinreb en de Joodse Mystiek. Baarn 2003 (niederländisch), ISBN 90-259-5363-8.
- Christian Schneider: Im Lehrhaus des Wortes. Reden und Aufsätze – Friedrich Weinreb zum hundertsten Geburtstag. Zürich 2010, ISBN 978-3-905783-68-1.